# 短序蒲桃
短序蒲桃（学名：Syzygium brachythyrsum）是桃金娘科蒲桃属的植物，是中国特有的植物。分布于中国云南东南部，生长于海拔1800米至2000米的地区，一般生于中海拔常绿阔叶林的山坡上，目前尚未由人工引种栽培。

## 学名
其种加词brachythyrsum意为“短花序的”，为brachy-（短的）与thyrsus（聚伞圆锥花序）合成。

## 别名
其别名有：新平叫野冬青果、玉溪叫麻里果、屏边称之为沙糖树果。

## 形态
为小乔木，5-12米高。嫩枝圆柱状或稍压扁，浅黄褐色，干后灰褐色，纤细。叶片厚纸质或革质，椭圆形至椭圆卵形，长8-12厘米，宽2.5-5厘米，先端尾状渐尖，基部楔形，全缘，羽状侧脉多数，细密，平行，上面明显能见，在下面突起，小脉疏网状。叶柄长约1厘米，纤细，黑褐色。夏季顶生短而疏散的聚伞花序，有花5-8朵，花序轴长不超过1.5厘米，花梗短。花白色芳香。果实为浆果，球形或长圆状梨形，紫红色至黑色，直径1.5厘米，有宿存萼，有种子一粒。花期8月。

## 应用
在云南用短序蒲桃的果实作为中药野冬青果（一些地区则使用海南蒲桃）或沙糖树果（一些地区用短药蒲桃）使用，用于止咳平喘。其茎也同样可入药，止咳平喘。